# استیون کمبل مور
استیون کمبل مور (به انگلیسی: Stephen Campbell Moore) (زاده ۳۰ نوامبر ۱۹۷۷) بازیگر انگلیسی است.
از فیلم‌های معروف او می‌توان به بایرون، یک زن خوب، چیزهای روشن جوان و بن هور اشاره کرد.